# Subulussalam
Subulussalam – miasto w Indonezji, w prowincji Aceh. Położone jest w północnej części Sumatry. Według spisu ludności z 2022 roku liczyło 95 199 mieszkańców.